# ۱۶۹۳ (میلادی)
۱۶۹۳ (میلادی) هزار و ششصد و نود و سومین سال تقویم میلادی است.

## زادگان
- ۷ مارس – کلمنت سیزدهم، کشیش ایتالیایی (د. ۱۷۶۹)

## درگذشتگان
- ۹ آوریل – روژه دو بوسی-ربوتن، نویسنده فرانسوی (ز. ۱۶۱۸)